# Karel Lustig
Karel Lustig (29. prosince 1856 Kardašova Řečice – 5. dubna 1924 Soběslav) byl český pedagog, ředitel měšťanské školy, cestovatel, zakladatel muzea v Soběslavi, spisovatel, publicista, spolkově i veřejně činný.

## Studium a učitelská praxe
Začal studovat gymnázium v Jindřichově Hradci, ale kvůli slabému prospěchu jej nedokončil. Následně studoval na německé reálce v Českých Budějovicích, kterou také ze studijních důvodů nedokončil. Propadl zde z matematiky a deskriptivní geometrie. Nakonec začal v roce 1872 studovat na učitele na Učitelském ústavu v Soběslavi, který úspěšně dokončil v roce 1877. Následně byl nucen nastoupit na tři roky na vojnu, kde v kadetní škole vyučoval krasopis. Dráhu civilního pedagoga zahájil ve Stráži nad Nežárkou, Milevsku a Bechyni. V 39 letech přišel v roce 1895 do Soběslavi, kde se stal v roce 1899 ředitelem obecné a měšťanské chlapecké školy. Byl aktivní jako starosta Táborského krajinského spolku učitelstva a jako člen výboru Zemské ústřední jednoty.

## Zakladatel muzea
Zájem i čas věnoval Lustig sbírání zajímavých památek; stal se roku 1897 tvůrcem a správcem soběslavského muzea. V roce 1898 přišel s myšlenkou uspořádat Národopisnou, školní, průmyslovou a včelařskou výstavou v Soběslavi a zisk věnovat na rozvoj nového muzea. V roce 1904 koupilo město Soběslav starobylý Rožmberský dům, a umístilo do něj muzeum, které zde sídlí dodnes. Ředitel Lustig měl pomoc a oporu v práci učitelky Emilie Fryšové a hodináře Aloise Březiny. Po náhlé smrti Karla Lustiga (při sobotní cestě ze Soběslavi za dcerou do Libniče) vedl městské muzeum až do roku 1940 obětavě rodák ze Soběslavi, bývalý řídící učitel Antonín Jungmann (1854–1945). Začátkem 20. století patřilo soběslavské muzeum k nejlepším takovým venkovským zařízením v Čechách. Dnešní Blatské muzeum v Soběslavi (pobočka Husitského muzea v Táboře) pečuje o přírodovědné a národopisné sbírky z regionu Blat a Táborska, návštěvníkům nabízí stálé expozice Příroda Táborska (v Rožmberském domě) a Národopis Blat a Kozácka (ve Smrčkově domě) a dále krátkodobé výstavy, přednášky a exkurze.

## Publicista a spisovatel
V letech 1886–1891 redigoval „Zpravodaje hospodářské spol. pro polit. okres milevský“; redigoval a přispíval do publikací muzejního spolku v Soběslavi („Výstava v Soběslavi 1898“, muzejní sborníky r. 1900, 1901, 1903), od roku 1905 do roku 1912 redigoval měsíčník "Staré i nové zvěsti ze Soběslavě a okolí" a "Věstník jihočeských muzeí". Kromě toho publikoval v mnoha tehdejších listech.

## Dílo
- Z dějin Milevska, Milevsko 1890 (Vycházelo na pokračování v měsíčníku Zpravodaj hospodářského spolku pro politický okres Milevský, jehož byl od roku 1886 do roku 1891 prvním redaktorem)
- Žena, Soběslav 1905
- Na cestu životem, 1886, 1890,
- Dospívající mládeži, Soběslav 1911
- Stručný přehled českých dějin, Soběslav 1911
- Hrad Choustník (1922)
- (pod pseudonymem Ljubibratič) Poznání (1921)

## Rodina
Otec Josef Lustig byl kupec a poštmistr v Kardašově Řečici, bratr Gustav Lustig byl vynálezce v oboru cukrovarnictví, (také ředitel cukrovaru v Čáslavi), průkopník letectví v Rakousku-Uhersku, známý mecenáš vědy, umění a chudých a druhý bratr Alois Lustig byl technik, vynálezce, esperantista a na přelomu 20. století deset let starosta Kardašovy Řečice a publicista (např. v Národních listech).